# Дубровский, Виктор Павлович
Ви́ктор Па́влович Дубро́вский (1927—1994) — советский и российский дирижёр, основатель и первый руководитель Смоленского русского народного оркестра. Народный артист РСФСР (1969). Заслуженный артист Белорусской ССР (1959). Член КПСС с 1970 года.

## Биография
Виктор Дубровский родился 10 декабря 1927 года в Воронеже. В 1944 году он окончил Центральную музыкальную школу-десятилетку в Москве с отличием. В 1949 году окончил с отличием оркестровый факультет Московской государственной консерватории (класс профессора Льва Цейтлина). В 1953 году с отличием повторно окончил её, на сей раз дирижёрский факультет (класс Лео Гинзбурга). Будучи ещё студентом 4 курса, по конкурсу Дубровский был принят дирижёром-ассистентом в Государственный симфонический оркестр СССР. С 1956 года он был художественным руководителем и главным дирижёром Государственного симфонического оркестра Белорусской ССР в Минске. Именно под его руководством оркестр впервые исполнял многие произведения белорусских композиторов.
С 1962 года в течение 15 лет Дубровский был художественным руководителем и главным дирижёром Государственного академического русского народного оркестра имени Осипова в Москве. Под его руководством оркестр совершал большие гастрольные поездки, в том числе в США, Канаду, Великобританию, Германию, Японию, Францию, Австралию. Более 10 лет Дубровский также занимался преподавательской работой по классам дирижирования в Белорусской государственной консерватории и Московском государственном институте культуры.
Дубровский сделал большое количество записей симфонической и народной музыки, которые транслировались на Всесоюзном радио и Центральном телевидении. Много сотрудничал с выдающимися советскими музыкантами Святославом Рихтером, Эмилем Гилельсом, Мстиславом Ростроповичем, Даниилом Шафраном, Давидом Ойстрахом, Леонидом Коганом. Фирмой «Мелодия» многократно выпускались пластинки с его записями совместно с этими музыкантами.

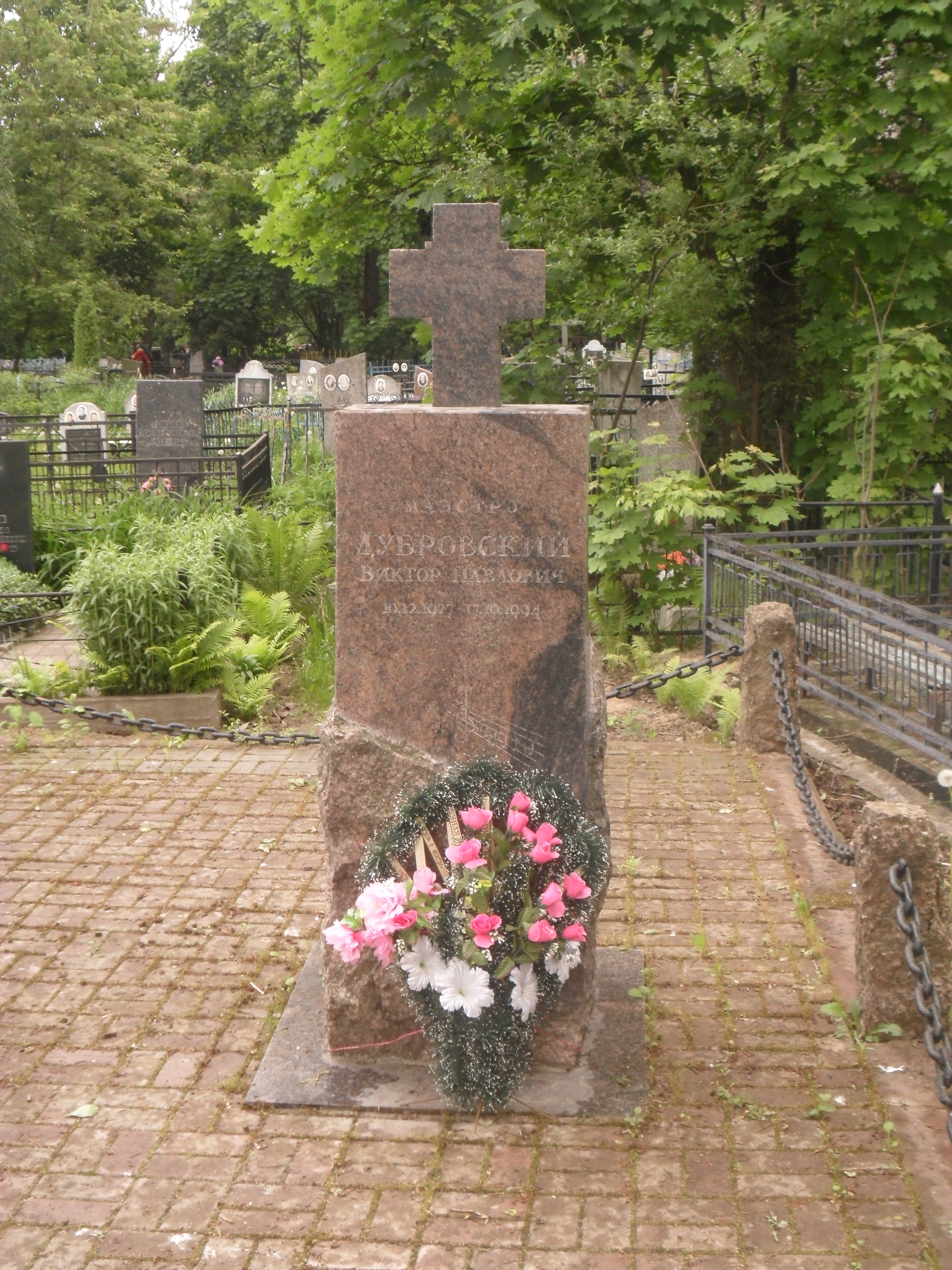
Могила Дубровского на Братском кладбище Смоленска

В 1988 году Дубровский впервые в Смоленской области создал профессиональный русский народный оркестр, стал его первым художественным руководителем и главным дирижёром. Возглавляемый им оркестр стал одним из лучших в СССР. С 1991 года Дубровский также был художественным руководителем и главным дирижёром Государственного академического оркестра Белоруссии.
Всего за 45 лет своей активной концертной деятельности Дубровский со своими оркестрами побывал на гастролях более чем в 50 странах мира, дал около 2500 концертов.
Скончался 17 октября 1994 года. Похоронен на Братском кладбище Смоленска.
Народный артист РСФСР, заслуженный артист Белорусской ССР. В 1968 году в Гамбурге награждён «Золотым диском» за вклад в развитие симфонической и народной музыки. Имя Дубровского в 1995 году было присвоено созданному им оркестру.На здании Смоленской филармонии установлена памятная доска в его честь.